# يوجي ساكودا
يوجي ساكودا (باليابانية: 作田 裕次) (4 ديسمبر 1987 في إيشيكاوا في اليابان – )؛ هو لاعب كرة قدم ياباني سابق كان يلعب كمدافع.

## وصلات خارجية
- يوجي ساكودا على موقع رابطة كرة القدم اليابانية للمحترفين (اليابانية)
- يوجي ساكودا على موقع قاعدة بيانات كرة القدم.إي يو (الإنجليزية)
- يوجي ساكودا على موقع Soccerway.com (الإنجليزية)
- يوجي ساكودا على موقع عالم كرة القدم.نت (الإنجليزية)